# Industrial Estate (Santa Lucía)
Industrial Estate es una localidad de Santa Lucía que forma parte del distrito de Vieux Fort.